# Pithoascus langeronii
Pithoascus langeronii är en svampart som beskrevs av Arx 1978. Pithoascus langeronii ingår i släktet Pithoascus och familjen Microascaceae.   Inga underarter finns listade i Catalogue of Life.